# Kloster Agios Georgios Selinari
Das Kloster Agios Georgios Selinari (griechisch Άγιος Γεώργιος Σελιναρι Ágios Geó̱rgios Selinári) ist ein Kloster im Nordosten der griechischen Insel Kreta.
Das 1961 wieder gegründete Kloster befindet sich etwa sieben Kilometer östlich der Stadt Malia zwischen Iraklio und Agios Nikolaos. Auf dem Gelände des Klosters befinden sich eine Klosterkirche, eine kleine Kapelle, die vermutlich im 16. Jahrhundert erbaut wurde, sowie ein Glockenturm und eine Quelle.
Das Kloster wurde nach dem Heiligen Georg benannt. Das Kloster betreibt außerdem ein Altenheim. Jedes Jahr wird am Georgstag, der 23. April, dem Namenstag des Schutzpatrons, ein öffentliches Fest im Kloster gefeiert.

## Galerie

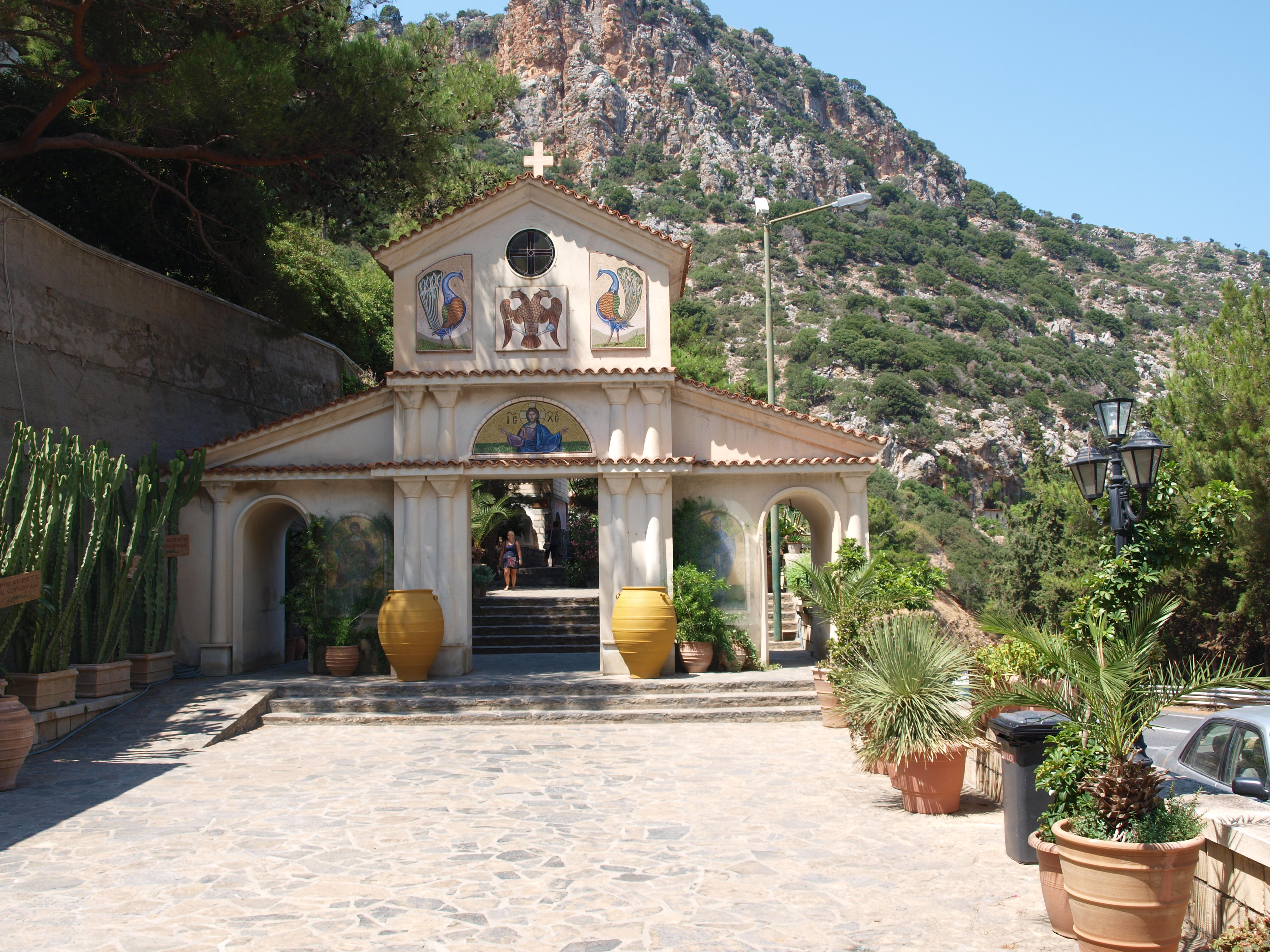
Eingang des Klosters
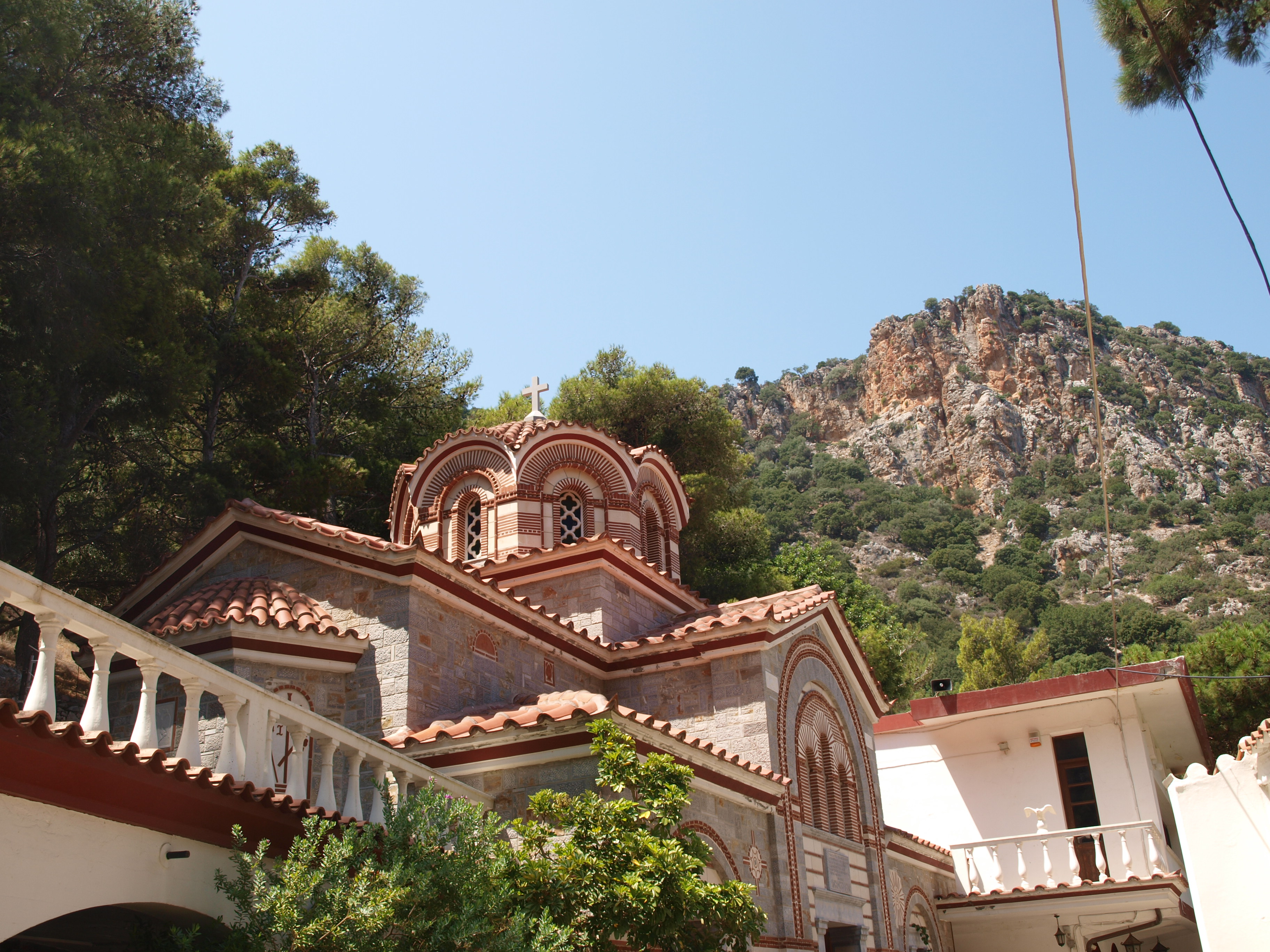
Klosterkirche
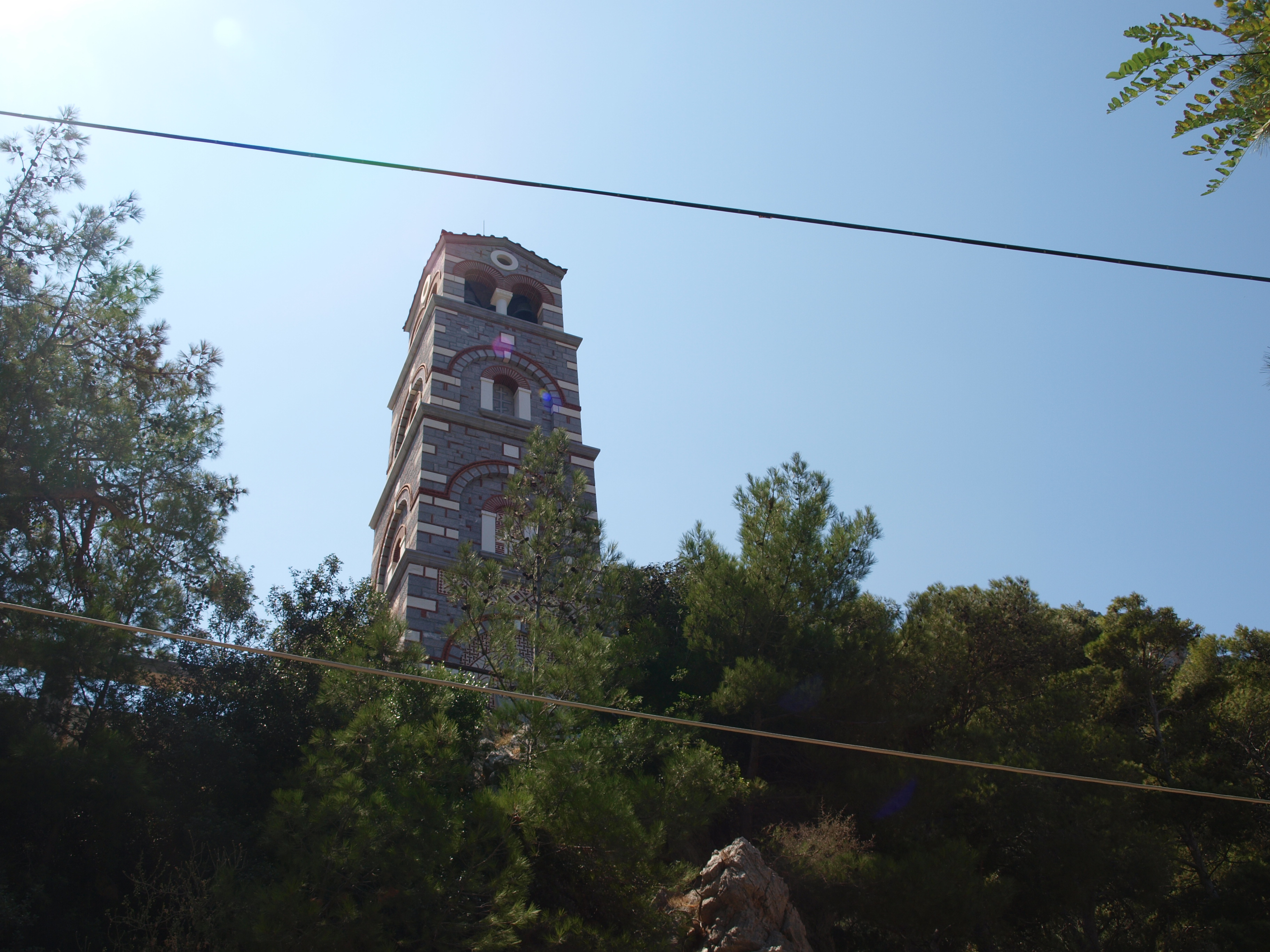
Glockenturm
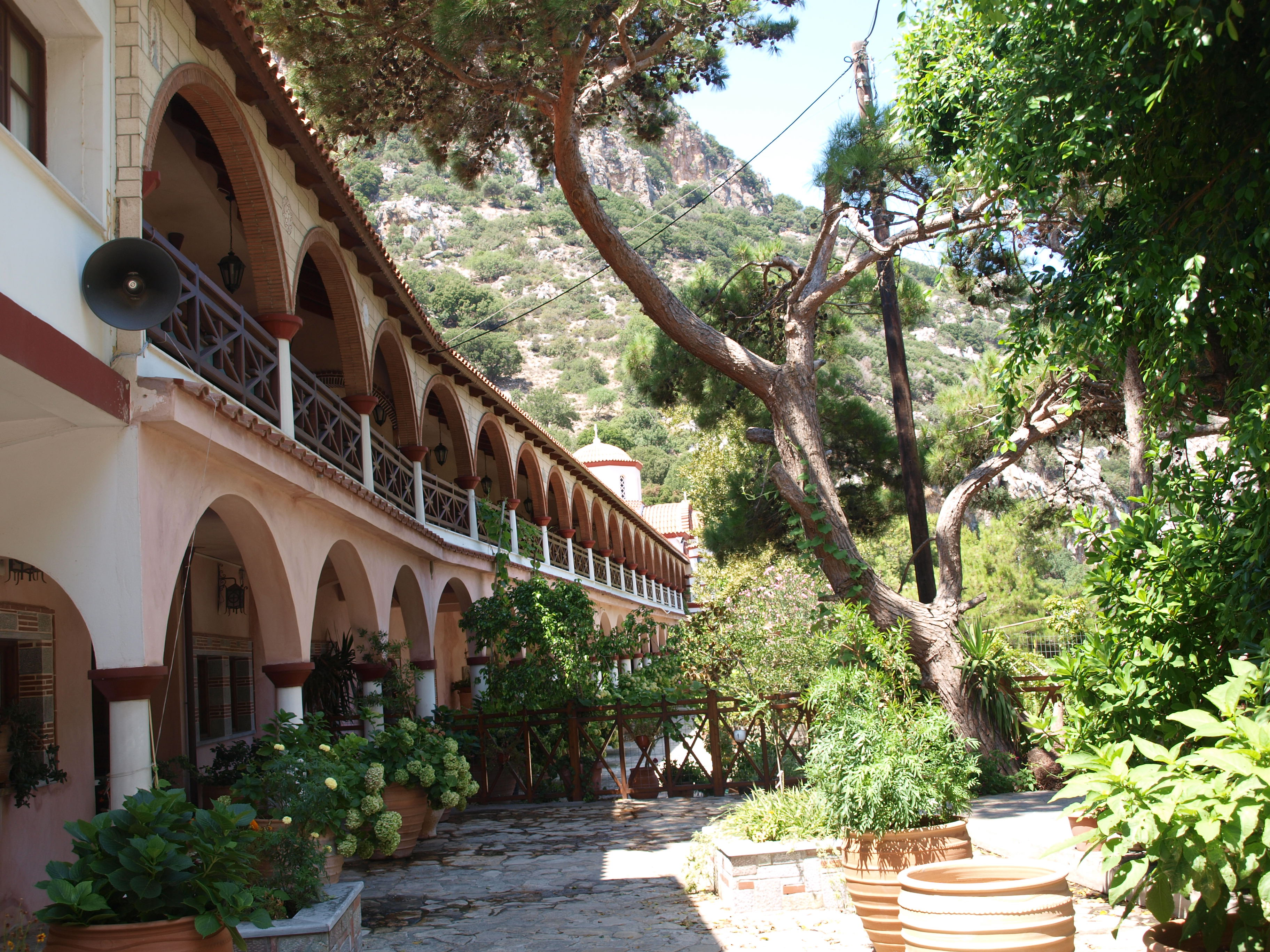
Klostergebäude
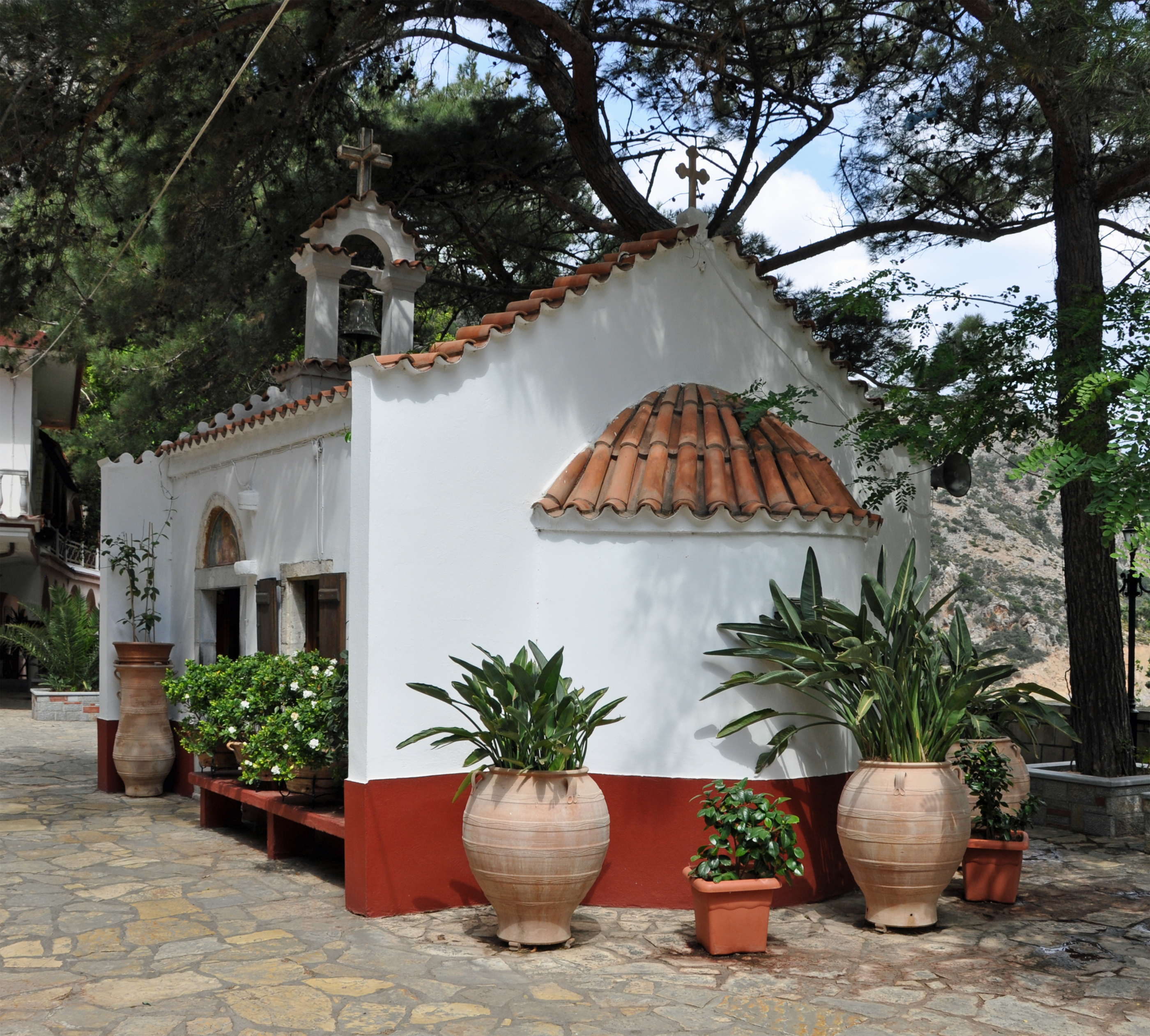
Kapelle